# North Zanesville (Ohio)
North Zanesville es un lugar designado por el censo ubicado en el condado de Muskingum en el estado estadounidense de Ohio. En el Censo de 2010 tenía una población de 2816 habitantes y una densidad poblacional de 305,84 personas por km².

## Geografía
North Zanesville se encuentra ubicado en las coordenadas 39°59′10″N 81°59′33″O / 39.98611, -81.99250. Según la Oficina del Censo de los Estados Unidos, North Zanesville tiene una superficie total de 9.21 km², de la cual 9.2 km² corresponden a tierra firme y (0.08%) 0.01 km² es agua.

## Demografía
Según el censo de 2010, había 2816 personas residiendo en North Zanesville. La densidad de población era de 305,84 hab./km². De los 2816 habitantes, North Zanesville estaba compuesto por el 95.6% blancos, el 1.31% eran afroamericanos, el 0.32% eran amerindios, el 1.1% eran asiáticos, el 0% eran isleños del Pacífico, el 0.18% eran de otras razas y el 1.49% pertenecían a dos o más razas. Del total de la población el 0.67% eran hispanos o latinos de cualquier raza.